# Van de execução
Uma van de execução é um veículo no qual os prisioneiros são executados por meio de injeção letal. O veículo é equipado com uma câmara de execução com uma cama de metal que imobiliza fisicamente os presos enquanto são administradas injeções letais. Vans de execução são usadas na China desde 2003.

## República Popular da China
Na China, a injeção letal foi legalizada em 1997. Atualmente, a injeção letal é a forma de execução mais comum na China e, em algumas províncias, é a única forma legal de execução.
Oficiais de Iunã autorizaram o uso de vans de execução em março de 2003, e a província implantou 18 vans no mesmo ano. Zhao Shijie, presidente do Supremo Tribunal Provincial de Iunã, disse: “O uso da injeção letal mostra que o sistema de pena de morte da China está se tornando mais civilizado e humano”. A Anistia Internacional expressou preocupação de que o uso de vans de execução pudesse aumentar o número de execuções. O Supremo Tribunal Popular incentivou as províncias a adotar vans de execução em dezembro de 2003.
Os fabricantes das vans de execução afirmam que, embora caras de comprar, elas são mais baratas para localidades pobres do que construir instalações de execução em prisões e tribunais. Em 2006, o ex-juiz chinês e atual advogado Qiu Xingsheng argumentou que “alguns lugares não podem arcar com o custo de enviar uma pessoa para Pequim - talvez US$ 250 - mais US$ 125 pela droga”. Como Pequim é o único lugar onde a droga é fabricada, as vans permitiram que as localidades aplicassem a pena de morte onde o crime ocorreu. Em junho de 2006, 40 vans de execução haviam sido fabricadas por três empresas, incluindo a Jinguan, em Jiangsu e Shandong. A Naveco também fabricou vans de execução, segundo a Anistia Internacional.
As execuções são gravadas para que a polícia possa garantir que sejam realizadas legalmente.

## Execuções notáveis
Em 22 de dezembro de 2003, o líder do crime organizado, Liu Yong, foi executado em uma van de execução.
Em 17 de março de 2006, o bilionário Yuan Baojing foi executado em uma van pelo assassinato encomendado de um chantagista.